# Chilomeniscus savagei
Chilomeniscus savagei är en ormart som beskrevs av Frank S. Cliff 1954. 
Chilomeniscus savagei ingår i släktet Chilomeniscus och familjen snokar. IUCN kategoriserar arten globalt som livskraftig. Inga underarter finns listade i Catalogue of Life. Arten förekommer endemisk på Isla Jacques Cousteau i Californiaviken. Chilomeniscus savagei vistas i sanddyner och i områden med ett lövskikt. Kanske besöker den även klippiga platser.